# Одиберти, Жак
Жак Одиберти́ (фр. Jacques Audiberti; 25 марта 1899, Антиб, Франция — 10 июля 1965, Париж) — французский драматург, писатель, поэт, эссеист, журналист.
Член французской литературной академии Малларме.

## Биография
Сын каменщика. Стихи начал писать с 12-ти лет. С 15-летнего возраста постоянно печатался в местных газетах.
В 1925 переехал в Париж. Сотрудничал с газетами и журналами.
В 1938 получил премию за поэзию французской литературной академии Малларме. Наиболее плодородными в творчестве Ж. Одиберти стали 1946—1952 гг. В этот период им создан ряд пьес, написаны и опубликованы романы, эссе, стихи.
В 1950-м Жак Одиберти опубликовал в журнале Люси Фор, несколько романов, там же одновременно с ним были напечатаны произведения Марселя Оклера, Эрве Базена, Эмиля Даноэна, Мориса Дрюона и Андре Моруа.
Умер в 1965 году после двух операций по поводу рака толстой кишки.
Похоронен в г. Пантен близ Парижа.

## Творчество
Обширное литературное наследие Ж. Одиберти включает в себя поэзию, драматургию, романы, эссе, мемуары. Для стиля Ж. Одиберти характерны сложная образность, метафоричность, сплав реального и фантастического, богатство поэтических ритмов и размеров, синтаксических и фонетических находок. Писал под влиянием символизма и сюрреализма.
Выступил как поэт со сборником «Империя и западня» («L’empire et la trappe», 1930).
Автор сборников стихов «Раса людей» («Race des hommes», 1937), «Тонны семян» («Des tonnes de semence», 1941), «Всегда» («Toujours», 1944), «Да здравствует гитара» («Vive guitare», 1946) и др.
Поэзия Ж. Одиберти, крайне субъективная и подчеркнуто антисоциальная, представляет собой поток неожиданных и недифференцированных впечатлений, вереницу разностильных экзотических образов с заумной игрой слов и каскадом непонятных неологизмов; при этом его стих чётко организован в звуковом и ритмическом отношении.
Проза Ж. Одиберти — нескончаемые внутренние монологи; причудливая фантастичность, ассоциативность, аморфность не позволяют даже приблизительно определить проблематику таких его книг, как «Резня» («Carnage», 1942), «Миланский мастер» («Le maître de Milan», 1950) и др.
Ж. Одиберти — один из представителей театра абсурда. В его пьесах фантастичность поставлена на службу чистой развлекательности («Черный праздник» («La fête noire», 1945), «Жены быка» («Les femmes du bœuf», 1948 и др). По словам французского критика М. Жирара, автор «покушается на язык и на здравый смысл».

## Избранные произведения

### Пьесы
- Le mal court (1947)
- L’effet Glapion (1959)
- La Fourmi dans le corps (1962)
- Quoat-Quoat
- L’Ampélour
- Les femmes du boeuf

### Сборники поэзии
- Des Tonnes de semence (1941)
- Toujours (1944)
- Rempart (1953)

### Романы
- Le Maître de Milan (1950)
- Marie Dubois (1952)
- Les jardins et les fleuves (1954)
- Infanticide préconisé (1958)

### Сценарии
- Он, Она или Оно (Кукла / La poupée, 1962)